# Thịt rắn

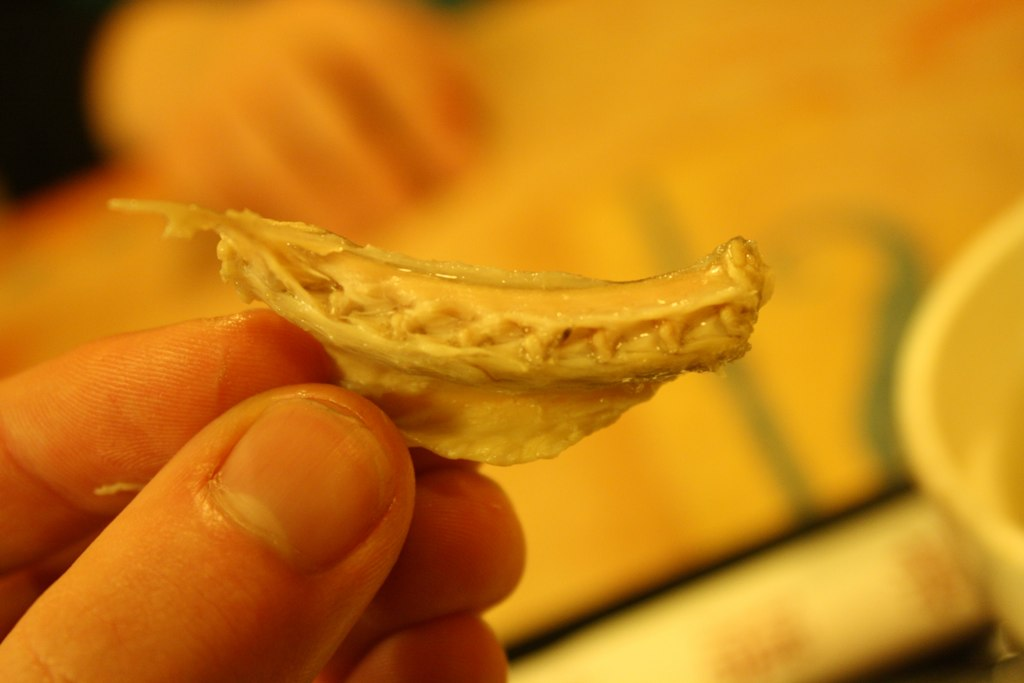
Một miếng thịt rắn

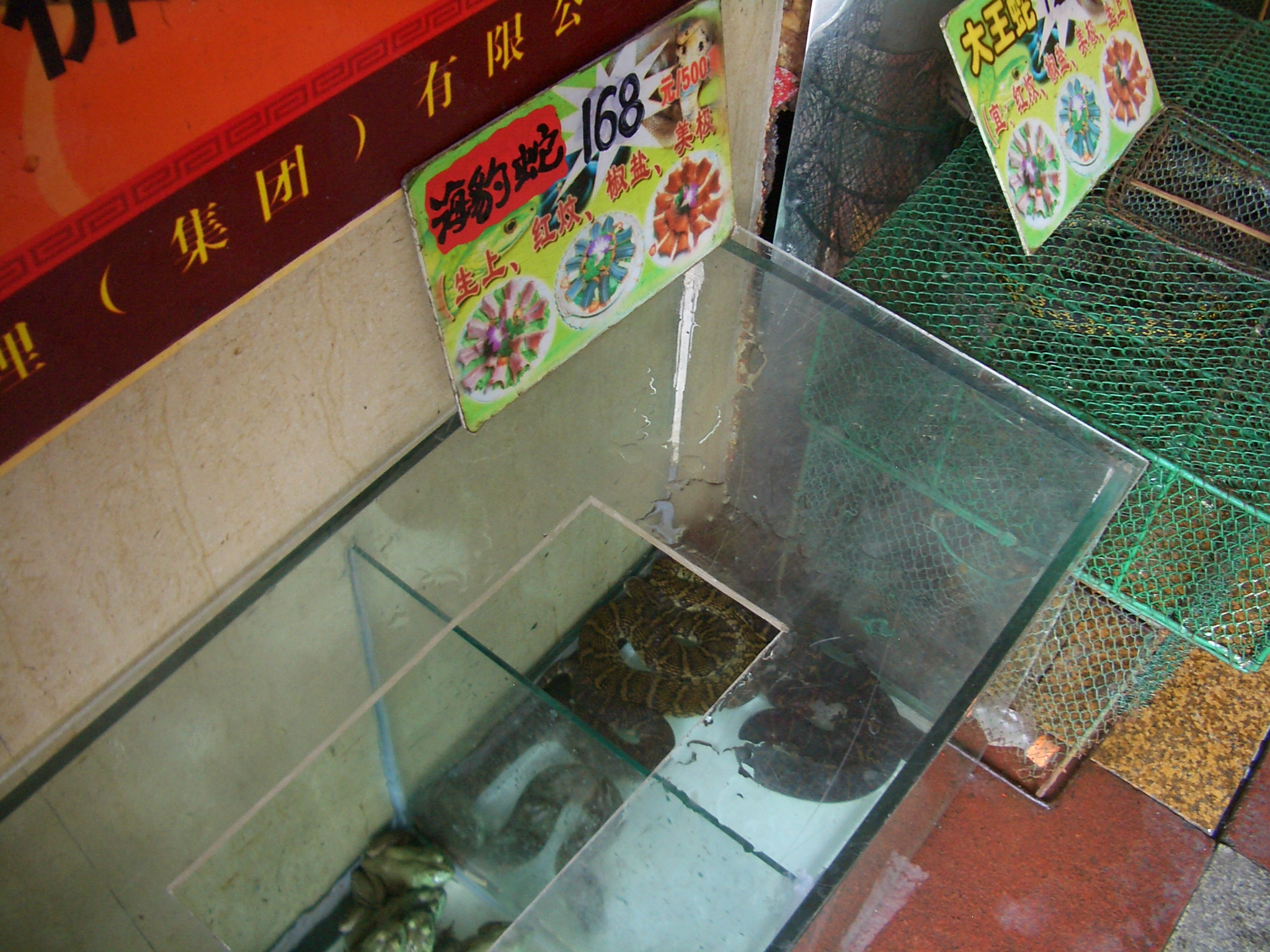
Hải báo xà (海豹蛇) có lẽ là loài Enhydris bocourti) chiếm vị trí trang trọng trong số các đặc sản tươi sống bên ngoài một khách sạn ở Quảng Châu.

Thịt rắn là món ăn chế biến từ thịt của các loài rắn, còn được biết đến với tên gọi là xà nhục. Thịt rắn được xếp vào hàng những món ăn cao cấp và bổ dưỡng. Mỗi loại rắn có vị hơi khác nhau nhưng chúng đều là món ăn bài thuốc chống đau nhức khớp, chữa bệnh phong thấp và tăng cường sức khỏe. Thịt rắn được cho là đặc sản ở Việt Nam. Ở Indonesia, người ta cho rằng, thịt rắn có thể chữa được bệnh hen suyễn cũng như là thuốc bổ thận, tráng dương cho nam giới.

## Tổng quan
Trong khi đa phần các nền văn hóa không dùng rắn làm thực phẩm thì tại một số quốc gia việc sử dụng rắn làm thực phẩm lại được chấp nhận hay thậm chí còn được coi là đặc sản, do các thức ăn chế biến từ rắn được đánh giá cao về tác dụng y học. Món xúp rắn trong ẩm thực Quảng Đông được người dân tại đây dùng trong mùa thu do họ coi nó có tác dụng làm ấm cơ thể. Trong các nền văn hóa phương Tây thì việc ăn thịt rắn cũng từng xảy ra khi gặp phải những năm đói kém. Việc ăn thịt rắn chuông đã nấu chín là một ngoại lệ, với việc tiêu thụ nói chung phổ biến tại các khu vực ở miền trung tây nước Mỹ.
Tại các quốc gia châu Á, như Trung Quốc, Đài Loan, Thái Lan, Indonesia, Việt Nam và Campuchia, việc uống rượu pha tiết rắn—cụ thể là rắn hổ mang—được cho là làm gia tăng khả năng tình dục. Việc lấy tiết rắn được thực hiện khi con rắn còn sống và nó được pha với một vài loại rượu mạnh hay rượu mùi để cải thiện mùi vị. Các học viên của lực lượng đặc nhiệm Quân đội Hoa Kỳ cũng được huấn luyện bắt, giết và ăn thịt rắn để có thể sống sót trong các hoàn cảnh đặc biệt; và điều này đã làm người ta gán cho họ tên hiệu là "snake eaters" (những kẻ ăn rắn).

## Đặc điểm
Theo Đông Y, thịt rắn đã được công nhận là một vị thuốc quý, chúng có vị ngọt, mặn, mùi tanh, tính ấm, vào kinh can, có tác dụng khử phong, giảm đau, trừ thấp, tiêu độc chữa các bệnh thần kinh đau nhức, bán thân bất toại, khớp xương sưng đau, chân tay tê mỏi, kinh phong, nhọt độc, lở loét, giang mai, tràng nhạc. Người ta thường dùng thịt rắn (bỏ da) dưới dạng món ăn - vị thuốc như rim, làm ruốc hoặc băm với lá lốt, mùi tàu và xương sông rồi nướng ăn trong đó có nhũng loại cần thiết cho cơ thể như leucin, lysin, arginin, valin, chất mỡ và chất saponosid. Từ thịt rắn có thể chế biến thành nhiều món ăn ngon, bổ dưỡng, và các tác dụng chữa bệnh.
Thịt rắn biển tên thuốc là hải xà nhục, có vị mặn, mùi tanh, tính ẩm, có tác dụng tăng trọng và chống viêm, giảm đau rõ rệt, đặc trị viêm đa khớp dạng thấp, thoái hóa và đau cột sống, viêm thần kinh tọa. Thịt rắn biển chứa protid và nhiều amino acid như arginin, cystin, corin, glycin, isolencin, lysin, leucin, histidin, acid glutamic, ornithin, hydroxy prolin, treonin, tyrosin, valin.
Từ rắn có thể chế biến thành trên dưới 10 món ăn khác nhau như thịt rắn xúc bánh đa, rắn xé phay, xào lăn, chả rắn, rắn hầm xả, rắn tiềm thuốc bắc, cháo rắn đấu xanh, rắn nhồi thịt… Trong đó, rắn tiềm thuốc bắc là món bổ nhất trong các món rắn, có công dụng chống đau nhức và mát gan. Lưu ý khi làm thịt rắn là dùng nước gừng hoặc dùng cồn lau sạch, tuyệt đối không rửa bằng nước. Tuy nhiên cũng cần lưu ý đến các loài rắn độc có thể gây ngộ độc khi ăn thịt rắn. nhiều người bị dị ứng sau khi ăn rắn và dấy lên nhiều lời đồn đại.
Thịt rắn biển chống viêm, giảm đau, thịt rắn biển là một thực phẩm ngon và vị thuốc tốt của nhân dân vùng biển. Người Việt Nam và nhiều nước châu Á khác thích ăn thịt rắn biển vì rất ngon và bổ dưỡng. Dạng dùng thông thường là băm thịt cho thật nhỏ với lá lốt, xương sông và mùi tàu rồi nướng ăn.